# Nikkende flitteraks
Nikkende flitteraks (Melica nutans) er en flerårig græsart. Arten er skyggetålende og findes på muldrig bund under skove og krat på Sjælland. I resten af Danmark er den sjælden.

## Kendetegn
Nikkende flitteraks er en flerårig, urteagtig græsart. Planten har en vandret jordstængel og er tilbøjelig til at dække større flader på steder, hvor forholdene passer den. Væksten er løst tueformet. Bladene er flade med lysegrøn over- og underside. Blomstringen foregår i maj-juni, hvor man finder blomsterne i en svagt forgrenet top ved enden af en tynd stængel. Her er blomsterne samlet i småaks, som hver har nogle få enkeltblomster. Blomsterne er reducerede, som det er almindeligt for græsserne. Frugterne med de modne frø modner midt på sommeren, hvor småaksene fældes i deres helhed.
Rodsystemet af en højtliggende jordstængel, der bærer blade og fine trævlerødder.
Nikkende flitteraks når en højde på ca. 25 cm i tuen, mens de blomstrende toppe er ca. 10 cm højere.

## Hjemsted
Nikkende flitteraks hører hjemme i skove og krat på Sjælland. I det 37 ha store NATURA 2000 habitatområde, Randkløve Skår, vokser arten sammen med bl.a. almindelig akeleje, almindelig ask, almindelig avnbøg, almindelig benved, almindelig bøg, almindelig engelsød, almindelig gedeblad, almindelig guldstjerne, hassel, almindelig hvidtjørn, almindelig mangeløv, almindelig vedbend, blå anemone, bugtet kløver, fjerbregne, fuglekirsebær, glat hunderose, gul anemone, hasselurt, hulkravet kodriver, hulrodet lærkespore, hvid anemone, knoldet brunrod, kratviol, kristtorn, liden lærkespore, nældeklokke, pære, ramsløg, skovelm, skovgaltetand, skovjordbær, skovløg, skovstorkenæb, skovviol, skælrod, sort dværgmispel, stilkeg, sød-æble, tandbælg, vedbend, vorterod, vrietorn og ørnebregne.

## Galleri
|  |  |  |
|  |  |  |